# Great-Basin-Nationalpark
Der Great-Basin-Nationalpark [ˌgreɪt ˈbeɪsən] liegt im Osten von Nevada unweit der Grenze zu Utah im White Pine County. Der Name stammt von der Wüste des Großen Beckens (Engl. Great Basin), die eine abflusslose Senke zwischen der Sierra Nevada im Westen und den Rocky Mountains im Osten bildet. 
Der Park ist für das Vorkommen der Langlebigen Kiefer (Pinus longaeva) bekannt, die das älteste bekannte Lebewesen bildet (siehe zum Beispiel: Prometheus); außerdem für die Lehman Caves, eine Tropfsteinhöhle am Fuße des Wheeler Peaks.
Maßgeblich für die Gründung des Parks war in den 1980er Jahren der Einsatz des damaligen Abgeordneten im Repräsentantenhaus der Vereinigten Staaten, Harry Reid.

## Belege
1. ↑  Dennis Myers: Harry Reid. (Memento des Originals vom 4. April 2018 im Internet Archive)  Info: Der Archivlink wurde automatisch eingesetzt und noch nicht geprüft. Bitte prüfe Original- und Archivlink gemäß Anleitung und entferne dann diesen Hinweis. In: Online Nevada Encyclopedia, 14. Oktober 2010 (englisch).